# Dendropicos poecilolaemus
El pito cuellipinto (Dendropicos poecilolaemus) es una especie de ave piciforme de la familia Picidae que vive en África.  

## Distribución
Se encuentra en Camerún, Chad, Kenia, Nigeria, República Centroafricana, República Democrática del Congo, Ruanda, Sudán del Sur y Uganda.